# Bawlf (Alberta)
Pour les articles homonymes, voir Bawlf.
Bawlf est un village (village) du Comté de Camrose, situé dans la province canadienne d'Alberta.

## Démographie
En tant que localité désignée dans le recensement de 2011, Bawlf a une population de 403 habitants dans 155 de ses 171 logements, soit une variation de 9,8 % avec la population de 2006. Avec une superficie de 0,963 0 km2, village possède une densité de population de 418,483 9 hab/km2 en 2011.
Concernant le recensement de 2006, Bawlf abritait 367 habitants dans 141 de ses 149 logements. Avec une superficie de 0,963 0 km2, village possédait une densité de population de 381,1 hab/km2 en 2006.
| 2001 | 2006 | 2011 | 2016 |
| ---- | ---- | ---- | ---- |
| 362  | 367  | 403  | 422  |